# مخروط

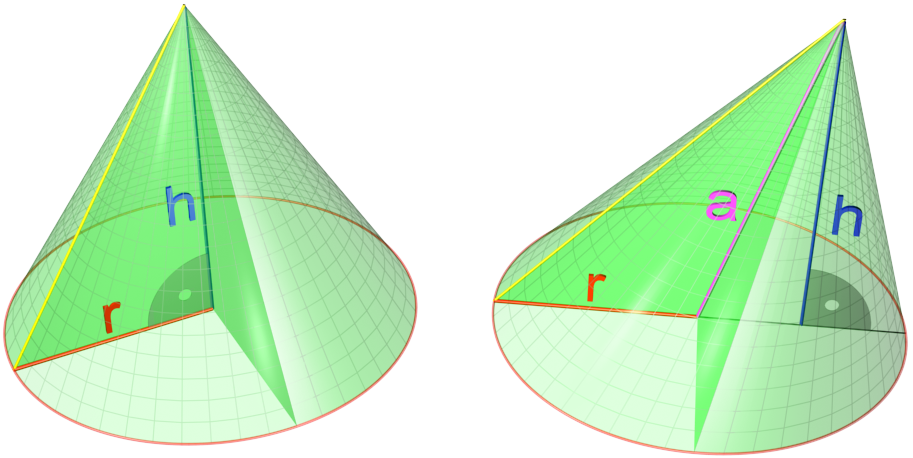
مخروط دایره‌ای اُریب و مخروط دایره‌ای قائم

مخروط (به انگلیسی: Cone) یکی از گونه‌های هرم است که قاعدهٔ آن دایره است.
یک مخروط یک شکل هندسی سه‌بُعدی است که از پایهٔ تختش (سطح مقطع مخروط) به آرامی یا به سرعت (به سطح قاعده و ارتفاع بستگی دارد) تا راس باریک می‌شود. به‌طور جزئی‌تر شکلی جامد است که به یک صفحهٔ پایه (سطح مقطع مخروط)، محدود می‌شود و سطح جانبی آن نیز مکان هندسی خطوط راستی است که نوک مخروط را به نقاط پیرامون پایه (سطح مقطع) پیوند می‌زنند. واژهٔ مخروط گاهی به رویهٔ این جسم توپر گفته می‌شود و گاه تنها به رویهٔ پهلویی آن.
مخروط‌ها می‌توانند به صورت قائم یا اریب باشند. لازم است ذکر شود که حجم یک مخروط اریب با مساحت سطح مقطع معین و ارتفاع مشخص، با حجم یک مخروط قائم با همان مساحت و ارتفاع معین، برابر است.
حجم {\displaystyle V} یک مخروط جامد یک سوم مساحت سطح پایه{\displaystyle b} ضرب در ارتفاع{\displaystyle h} است.
{\displaystyle V={\frac {1}{3}}bh}

## مخروط قائم
مخروطی که در آن فاصلهٔ همهٔ نقاط دایرهٔ قاعده از راس مخروط یکسان باشد، مخروط قائم نامیده می‌شود. در واقع در مخروط قائم، اگر خطی عمود از مرکز قاعدهٔ دایره‌ای شکل رسم کنیم، به راس مخروط خواهیم رسید.
حجم مخروط قائم، برابر با ۱/۳ حجم استوانه‌ای است که با همان قاعده و ارتفاع می‌توان ساخت؛ بنابراین حجم مخروط قائم به شعاع r و ارتفاع h از رابطهٔ زیر به دست می‌آید.
{\displaystyle V={\frac {1}{3}}\pi r^{2}h}

## تعریف ریاضی مخروط
مجموعه {\displaystyle {\mathit {K}}} مخروط نامیده می‌شود اگر برای هر {\displaystyle x} عضو {\displaystyle {\mathit {K}}} داشته باشیم

{\displaystyle x\in {\mathit {K}}\Rightarrow \theta x\in {\mathit {K}}}